# 魯薩瓦 (托馬什皮利區)
48°28′23″N 28°26′40″E / 48.47306°N 28.44444°E
魯薩瓦（烏克蘭語：Русава），是烏克蘭的村落，位於該國西南部文尼察州，由圖利欽區負責管轄，始建於1790年，面積0.17平方公里，海拔高度189米，2001年人口13，人口密度每平方公里74.71人。